# Чута (Караш-Северін)
Чута (рум. Ciuta) — село у повіті Караш-Северін в Румунії. Входить до складу комуни Обрежа.
Село розташоване на відстані 325 км на захід від Бухареста, 33 км на північний схід від Решиці, 83 км на схід від Тімішоари.

## Населення
За даними перепису населення 2002 року у селі проживали 355 осіб.
Національний склад населення села:
| Національність | Кількість осіб | Відсоток |
| -------------- | -------------- | -------- |
| румуни         | 342            | 96,3%    |
| цигани         | 13             | 3,7%     |

Рідною мовою назвали:
| Мова      | Кількість осіб | Відсоток |
| --------- | -------------- | -------- |
| румунська | 342            | 96,3%    |
| циганська | 13             | 3,7%     |